# Auraiya
Auraiya là một thành phố và là nơi đặt ban đô thị (municipal board) của quận Auraiya thuộc bang Uttar Pradesh, Ấn Độ.

## Địa lý
Auraiya có vị trí 26°28′B 79°31′Đ / 26,47°B 79,52°Đ Nó có độ cao trung bình là 137 mét (449 foot).

## Nhân khẩu
Theo điều tra dân số năm 2001 của Ấn Độ, Auraiya có dân số 64.598 người. Phái nam chiếm 53% tổng số dân và phái nữ chiếm 47%. Auraiya có tỷ lệ 71% biết đọc biết viết, cao hơn tỷ lệ trung bình toàn quốc là 59,5%: tỷ lệ cho phái nam là 76%, và tỷ lệ cho phái nữ là 66%. Tại Auraiya, 15% dân số nhỏ hơn 6 tuổi.